# Château de Montseveroux
Le château de Montseveroux est un château situé sur le territoire de la commune de Montseveroux, dans le département de l'Isère et la région Auvergne-Rhône-Alpes. Celui-ci bénéficie d'une inscription partielle au titre des monuments historiques.

## Toponymie
« Montseveroux » vient du latin Mons superior, qui signifie littéralement le « mont supérieur », le « mont plus haut »,.

## Historique

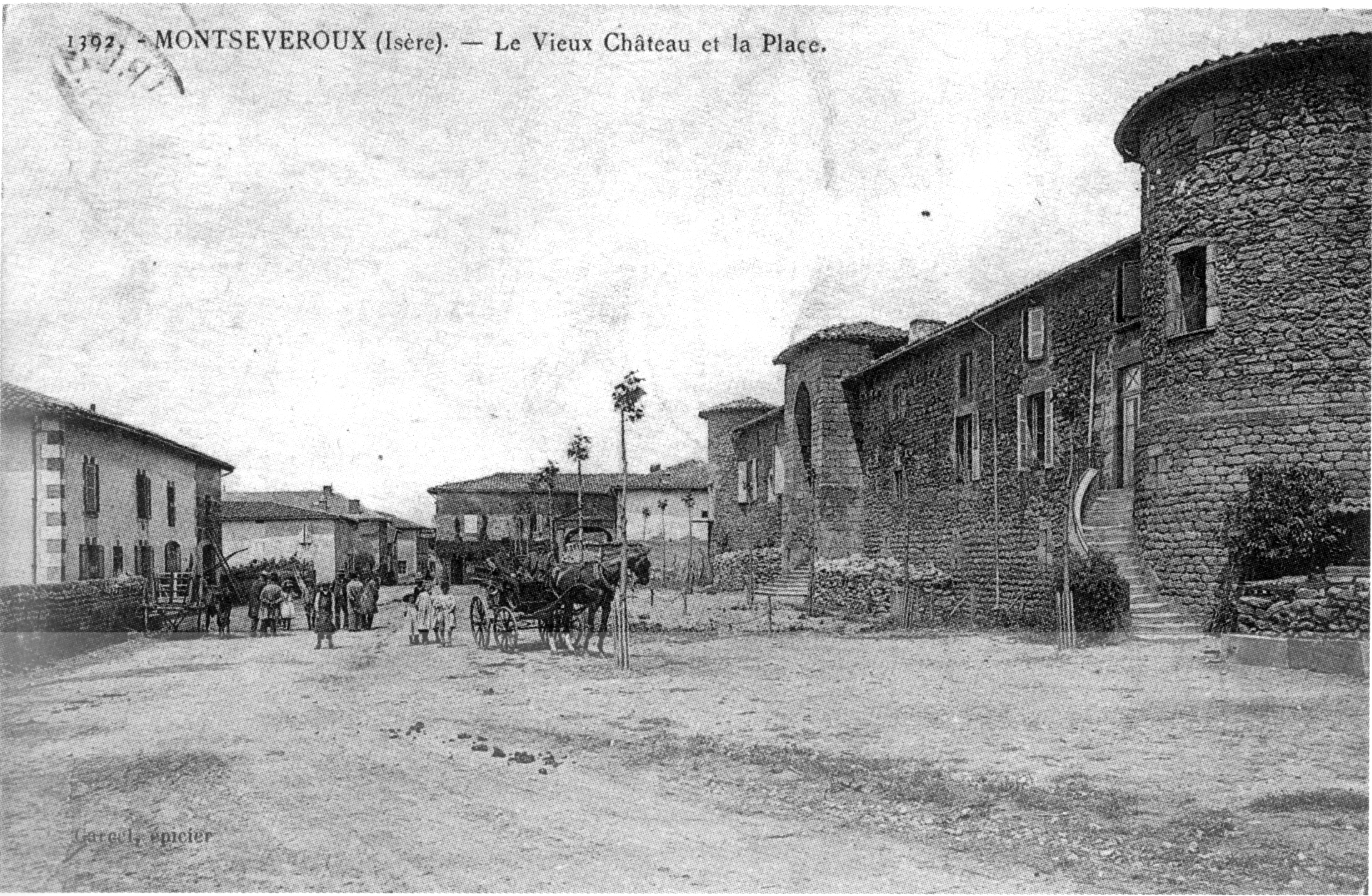
L'entrée du château en 1912

Le château est construit sur l'emplacement d'une ancienne maison forte, durant les XIIIe et XIVe siècles, sur un modèle de Jacques de Saint-Georges. Il est acheté à la famille Servonnat en 1864 et restauré en 1976-1977. 
Les façades et les toitures font l'objet d'une inscription partielle au titre des monuments historiques par arrêté du 25 mai 1976.

## Description
L'édifice se présente sous la forme d'un plan quadrangulaire flanqué de quatre tours circulaires dans chacun des angles ainsi que d'une tour porte à pont-levis, située au centre de la façade ouest avec des courtines percées d’archères sur deux niveaux. 
Le donjon carré, autrefois situé à l’est, a disparu. Les deux ailes du château ont subi de nombreuses transformations. De nombreuses fenêtres ont été rajoutées sur la façade de l'aile est et l'aile sud a perdu une grande partie de sa courtine.
La façade nord présente plusieurs archères en étrier, dotées pour certaines de chambres de tir. Le départ d’escalier à vis est visible dans la tour nord-ouest, avec un accès par une porte à coussinets. La cour intérieure dispose d'un cadran solaire.
Propriété de la commune, l'édifice sert actuellement de mairie et à la vie associative.

## Situation et accès
Le château est situé dans le bourg central de Montseveroux, son entrée donnant sur la route départementale 37a, dénommée Rue des cadrans solaires à cet endroit. Des visites extérieures sont libres toute l'année.